# Alternaria brassicae
|  | Dieser Artikel wurde aufgrund von formalen oder inhaltlichen Mängeln in der Qualitätssicherung Biologie zur Verbesserung eingetragen. Dies geschieht, um die Qualität der Biologie-Artikel auf ein akzeptables Niveau zu bringen. Bitte hilf mit, diesen Artikel zu verbessern! Artikel, die nicht signifikant verbessert werden, können gegebenenfalls gelöscht werden. Lies dazu auch die näheren Informationen in den Mindestanforderungen an Biologie-Artikel. |

Alternaria brassicae ist als Schimmelpilz der Gattung Alternaria, ein Pflanzenschädling und wird auch Rapsschwärze genannt.
Neben Raps infiziert er besonders Blumenkohl, Chinakohl und andere Kohl-Arten (ähnlich wie Alternaria brassicicola und Alternaria raphani) aber auch sonstige Gemüse- und Rosenpflanzen.
Er verursacht Fäulnis an jungen Pflanzen und dunkle Stellen an Blättern und Blütenständen von älteren Pflanzen.
Die Erkrankung zeigt sich bei Rapspflanzen nach starken Niederschlägen meist erst kurze Zeit vor der Ernte am Stängel und besonders auf den Schoten als schwarze Flecken, die durch den Pilz verursacht werden. Bei viel Feuchtigkeit fließen die einzelnen Flecken zusammen, führen zu beschleunigter Reife und damit zum vorzeitigen Platzen der Schoten. Je früher nach dem Ende der Blüte die Alternaria auftritt und je nässer der Verlauf der Rapsabreife wird, desto höher sind die Kornverluste. 

Tolerante Sorten sind nicht vorhanden und eine chemische Bekämpfung müsste vorbeugend und auf Verdacht mit den gleichen Mitteln und zur gleichen Zeit wie gegen Weißstängeligkeit durchgeführt werden. Bis jetzt gibt es keine Möglichkeit, zu diesem Zeitpunkt vorauszusagen, ob und wie stark die Alternaria auftreten wird.